# Tir à l'arc aux Jeux olympiques de 1904
Navigation
Paris 1900 Londres 1908
Aux Jeux olympiques d'été de 1904, six épreuves de Tir à l'arc sont organisées. Seuls des archers américains participent aux compétitions. On note par ailleurs l'apparition des épreuves féminines. 

## Tableau des médailles
| Rang | Nation     | Or | Argent | Bronze | Total |
| ---- | ---------- | -- | ------ | ------ | ----- |
| 1    | États-Unis | 6  | 5      | 5      | 16    |

## Résultats
| Épreuve                                        | Or                                                                                                  | Points | Argent                                                                                          | Points | Bronze                                                                                  | Points |
| ---------------------------------------------- | --------------------------------------------------------------------------------------------------- | ------ | ----------------------------------------------------------------------------------------------- | ------ | --------------------------------------------------------------------------------------- | ------ |
| Double york round (100y - 80y - 60y)           | George Bryant, États-Unis                                                                           | 820    | Robert Williams, États-Unis                                                                     | 819    | William Thompson, États-Unis                                                            | 816    |
| Double american round (60y - 50y - 40y)        | George Bryant, États-Unis                                                                           | 1048   | Robert Williams, États-Unis                                                                     | 991    | William Thompson, États-Unis                                                            | 949    |
| Team round 60y                                 | Potomac Archers (Washington) États-Unis Galen Spencer William Thompson Robert Williams Louis Maxson | 1344   | Cincinnati Archery Club États-Unis Charles Woodruff William Clark Charles Hubbard Samuel Duvall | 1341   | Boston A.A. États-Unis Wallace Bryant Cyrus Edwin Dallin Henry Richardson George Bryant | 1268   |
| Double national round (60y - 50y) Femmes       | Matilda Howell, États-Unis                                                                          | 620    | Emma Cooke, États-Unis                                                                          | 419    | Jessie Pollock, États-Unis                                                              | 419    |
| Double columbia round (50y - 40y - 30y) Femmes | Matilda Howell, États-Unis                                                                          | 867    | Emma Cooke, États-Unis                                                                          | 630    | Jessie Pollock, États-Unis                                                              | 630    |
| Par équipes FITA round Femmes                  | Cincinnati Archery Club États-Unis Jessie Pollock Laura Woodruff Leonie Taylor Matilda Howell       | 506    | Non attribuée                                                                                   |        | Non attribuée                                                                           |        |